# Stadio Spitalacker
Lo stadio Spitalacker è uno stadio dell'omonimo quartiere della città di Berna in Svizzera. 
Ospita le partite casalinghe delle squadre del F.C. Breitenrain.
Dal 1902 al 1925 ha ospitato i match dello Young Boys.
Il campo è omologato le partite di Promotion League e ha una capienza di 1 500 spettatori in piedi di cui circa 300 seduti nella tribunetta coperta su 5 gradini.
Il campo di calcio è stato convertito all'erba sintetica nel 2013.